# 晋北自治政府

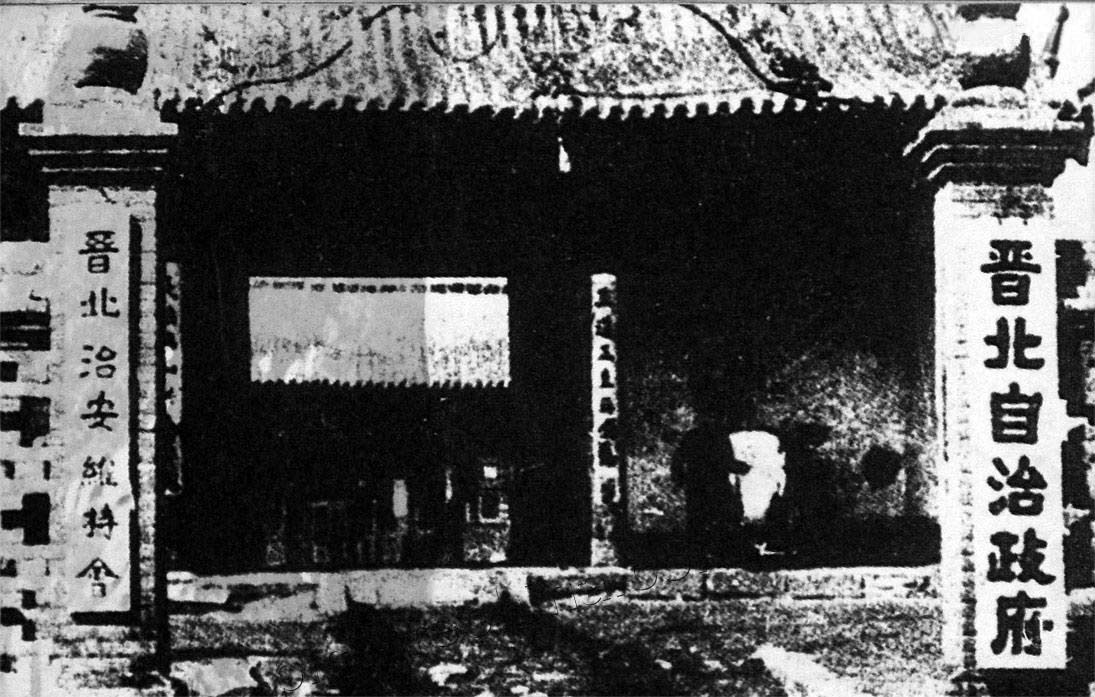
晋北自治政府大门。门上两侧分别悬挂着“晋北治安维持会”和“晋北自治政府”的牌子。

晋北自治政府是1937年至1939年，日军占领中華民國山西省北部后扶植成立的傀儡政权。

## 沿革
1937年9月13日，日军占领中华民国山西省大同。1937年9月20日，在大同成立了晋北治安维持会。1937年10月1日，关东军制订了《蒙疆方面政治工作指导要纲》，决定“在山西省大同地方组织治安维持会，代行该地方内政。迅速建立统辖长城线以北地区的晋北自治政府，并使其强化，对其的指导方针以察南自治政府为基准并考虑到该地区的特殊性”，这就为晋北自治政府的建立定了基调。1937年10月15日日军发表晋北自治政府声明书，宣布成立晋北自治政府，驻大同县，管辖雁北13县，辖区人口150万。辖区的13个县为大同县、怀仁县、应县、山阴县、朔县、平鲁县、左云县、右玉县、阳高县、天镇县、浑源县、灵丘县、广灵县。日军在组织晋北自治政府的同时，又召集上述13个县维持会会长，组成了13个县政府。1937年11月，蒙古联盟自治政府代表卓特巴扎普、察南自治政府最高委员于品卿与晋北自治政府最高委员夏恭在张家口举行会议，决定成立蒙疆联合委员会，夏恭任总务委员兼交通专门委员会委员。
1939年9月，晋北自治政府并入蒙疆聯合自治政府，改为晋北政厅。1943年，晋北政厅改为大同省公署，仍隶属蒙疆聯合自治政府（当时对内称蒙古自治邦政府）。

## 组织
晋北自治政府的施政纲领为“感谢皇军，铲除红匪，发扬道义，建筑乐土”十六字。 根据《晋北自治政府组织法》，“晋北自治政府是经过最高委员、最高顾问合议后执行政务”，“顾问辅助最高顾问策划所在处厅的机要事务”。其施政方针为：“(1)确立日系官吏的指导性。(2)整备管下的动员体制。(3)实施积极彻底的讨伐。(4)育成街村的治安。(5)大力提高生产力。(6)奖励普及日语。”
晋北自治政府的主要职官为：
- 最高顾问：前岛升
- 最高委员：夏恭
- 委员：马永魁、迟伟庭、古希尧、文画君（后改为王守信）
- 官房顾问：大羽政章
- 宣抚班班长：大羽政章
- 民生厅
  - 厅长：吕登瀛→田汝弼
  - 顾问：岩崎继生
- 财政厅
  - 厅长：崔效骞
  - 顾问：桥本乙次
- 警务厅
  - 厅长：森一郎

## 制度
晋北自治政府成立后，其公安厅开始推行“户口编闾制度”，在晋北13个县清查人口、调查抗日人员家属及知识分子的来往。晋北自治政府工商科监督管理绸缎商、棉布商、粮食等大商业，实行商业管理制度。公安局管理负责按照营业类型编组管理小商贩。日军在各地城门处设岗哨，每个岗哨有一名日军士兵和一名警察检查来往行人，出门的行人都须向日军士兵脱帽致敬。此外，日本还在晋北各县城内“量才录用”失业人员，对孝子节妇给予物质奖励以及表扬。